# Rhinoclemmys punctularia
La tartaruga di foresta del Sudamerica (Rhinoclemmys punctularia (Daudin, 1801)) è una specie di tartaruga della famiglia dei Geoemididi.

## Tassonomia
Ne vengono riconosciute due sottospecie:
- R. p. punctularia Daudin, 1801, ampiamente distribuita.
- R. p. flammigera Paolillo, 1985, esclusiva del Venezuela.

## Descrizione
Il carapace, che raggiunge i 250 mm di lunghezza, si presenta bombato e allungato posteriormente, con una colorazione marrone scura o nera e con una carenatura che percorre longitudinalmente la zona vertebrale. Il piastrone è nero con suture giallo-arancio. Sulle zampe anteriori la livrea presenta delle punteggiature gialle. Il capo ha una colorazione di base nera con una striatura rossa ben definita. Le uova (1-2) vengono deposte sotto radici o foglie marcescenti, vengono effettuate fino a 3 covate all'anno. Alimentazione onnivora si alimenta sia in acqua che sulla terraferma.

## Distribuzione e habitat
Distribuita nell'America meridionale, dalla Colombia orientale e Venezuela alle Guyane e Brasile nord-orientale. Specie semi-acquatica che vive in prossimità di acquitrini, paludi, stagni, laghi situati in foreste e boscaglie umide, luoghi caratterizzati da una fitta vegetazione superficiale e sommersa.